# 에이벨 2218
에이벨 2218(Abell 2218)은 용자리에 있는 은하단이다. 최대 약 1만 개의 은하가 모여 있으며, 중심 은하가 중력 렌즈 역할을 한다.

## 같이 보기
- 에이벨 1689
- 에이벨 목록
- GRB 090423
- IOK-1
- UDFy-38135539
- 엑스선천문학